# Minaya
Minaya è un comune spagnolo  situato nella comunità autonoma di Castiglia-La Mancia. Il comune trae il proprio nome da Álvar Fáñez de Minaya, luogotenente del Cid.